# Karolina Goliat
Karolina Goliat (Sint-Niklaas, 25 ottobre 1996) è una pallavolista belga, opposto dell'Harnésien.

## Carriera

### Club
La carriera di Karolina Goliat inizia nel 2010 nelle giovanili dell'Asteríx Kieldrecht, per poi passare nel 2012 in quelle del Vilvoorde. Nella stagione 2013-14 viene ingaggiata dal VDK Gent, debuttando in Liga A, a cui resta legata per due annate, vincendo la Supercoppa belga 2013.
Nella stagione 2015-16 si trasferisce in Italia, nell'Obiettivo Risarcimento di Villaverla, in Serie A1, mentre nella stagione successiva si accasa all'Atom Trefl Sopot, nella Liga Siatkówki Kobiet polacca. Dal campionato 2017-18 veste per un biennio la maglia del Saint-Raphaël, nella Ligue A francese, aggiudicandosi la Coppa di Francia 2018-19. 
Nell'annata 2019-20 trasferisce al Marcq-en-Barœul, sempre nel massimo campionato transalpino: dopo due stagioni col club dell'Alta Francia, nel campionato 2021-22 si trasferisce all'Harnésien, impegnato nella divisione cadetta francese.

### Nazionale
Dopo aver fatto parte delle nazionali giovanili belghe, nel 2015 esordisce in nazionale maggiore.

## Palmarès

### Club
- Coppa di Francia: 1

2018-19
- Supercoppa belga: 1

2013